# WCT Finals 1985
Le Buick WCT Finals 1985 sono state un torneo di tennis giocato sul sintetico indoor. È stata la 15ª edizione del torneo, che fa parte del Nabisco Grand Prix 1985. Il torneo si è giocato al Reunion Arena di Dallas negli Stati Uniti dall'8 al 15 aprile 1985.

## Campioni

### Singolare
Ivan Lendl ha battuto in finale  Tim Mayotte con il punteggio di 7–6, 6–4, 6–1

### Doppio
John McEnroe /  Peter Fleming hanno battuto in finale  Mark Edmondson /  Sherwood Stewart con il punteggio di 6–3 6–1